# Pouteria sapota
Cet article possède un paronyme, voir sapotillier.
Espèce
Classification phylogénétique
Le Sapotier, Pouteria sapota, est une espèce de plantes à fleurs de la famille des Sapotaceae. C'est un arbre pouvant atteindre une hauteur de 15 à 45 mètres, poussant sous climat tropical. On en trouve au Mexique, à La Réunion, aux Antilles, en Inde du sud.
Il donne un fruit connu sous le nom de sapote, grosse sapote, sapote à crème ou encore sapote mamey, mesurant 10 à 25 cm de longueur, 8 à 12 cm de largeur, dont la pulpe est de couleur rouge-orangée.
Au Mexique, on appelle son fruit mamey (attention de ne pas confondre avec Mammea americana) ou encore tetzonzápotl en nahuatl.

## Synonymes
- Achras mammosa Bonpl. ex Miq. nom. illeg.
- Achras zapota var. major Jacq.
- Bassia jussaei Griseb.
- Bassia jussiaei Tussac
- Calocarpum huastecanum Gilly
- Calocarpum mammosum var. bonplandii (Kunth) Pierre
- Calocarpum mammosum var. candollei (Pierre) Pierre
- Calocarpum mammosum var. ovoideum (Pierre) Pierre
- Calocarpum sapota (Jacq.) Merr.
- Calospermum mammosum var. bonplandii (Kunth) Pierre
- Calospermum mammosum var. candollei Pierre
- Calospermum mammosum var. ovoidea Pierre
- Calospermum parvum Pierre
- Lucuma bonplandiiv Kunth
- Sapota mammosa Mill.
- Sideroxylon sapota Jacq.
- Sideroxylum sapota Jacq.

## Description
- Arbre pouvant atteindre une hauteur de 45 m.
- Feuillage persistant
- Fruit (sapote) de 10 à 25 cm de long et de 8 à 12 cm de diamètre.

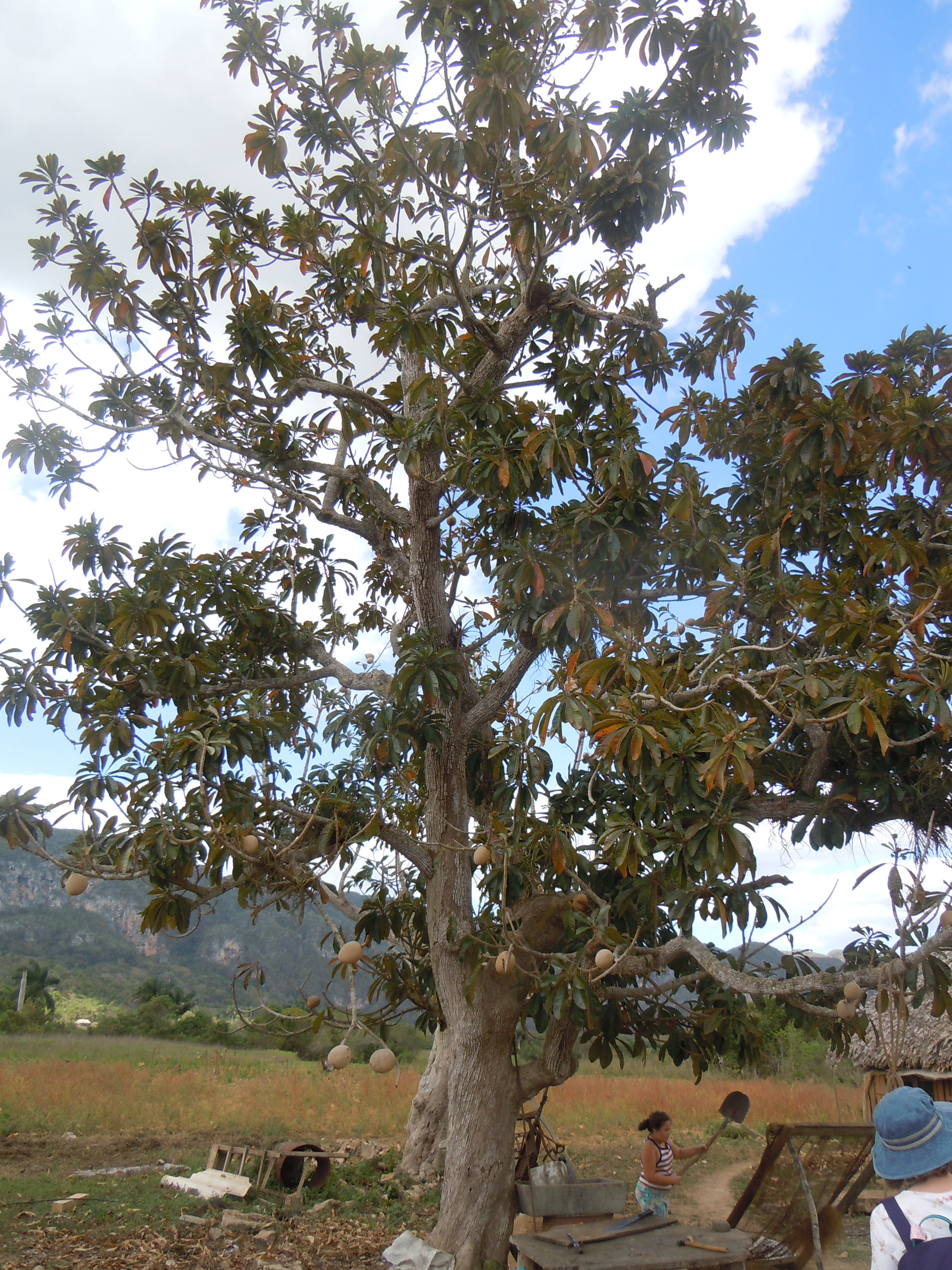
Vue d'un sapotier dans la cour d'une ferme à Cuba.
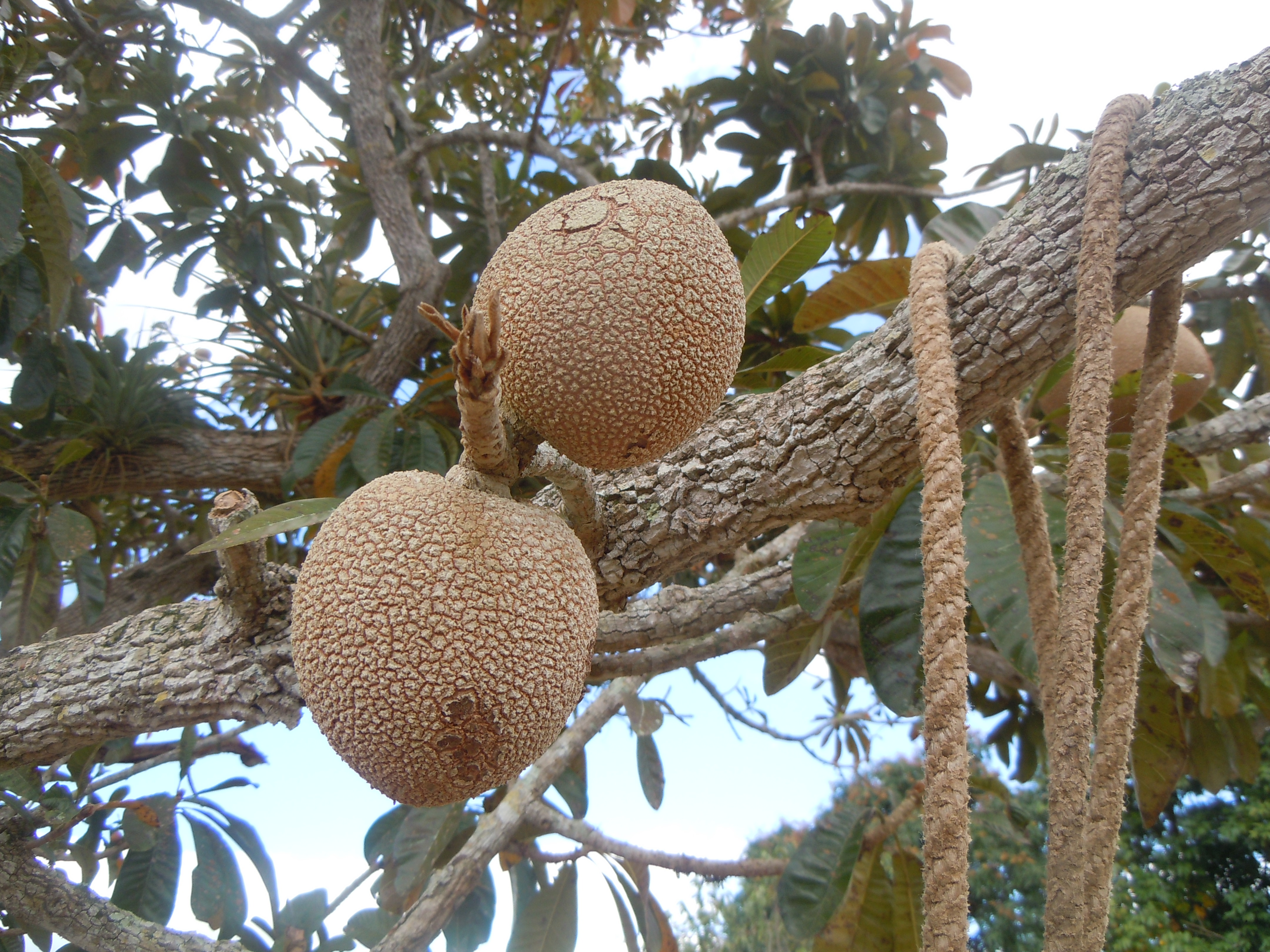
Sapotes sur une branche.

## Répartition
Arbre originaire d'Amérique centrale et de Cuba, il est cultivé en Amérique et dans les Antilles.

## Culture
La Sapotier est planté pour ses fruits et à des fins ornementales. La pratique de la greffe permet l'obtention de fruits sélectionnés plus rapidement que par germination.